# Calyptothecium ramosii
Calyptothecium ramosii är en bladmossart som beskrevs av Brotherus 1913. Calyptothecium ramosii ingår i släktet Calyptothecium och familjen Pterobryaceae. Inga underarter finns listade i Catalogue of Life.